# Dumà
|  | Per a altres significats, vegeu «Duma». |

Segons el Gènesi capítol vint-i-cinquè, Dumà (en hebreu דומה Dumah ben Yišmāêl) fou el segon fill d'Ismael amb la seva segona esposa Malchuth.
El Llibre de Jasher citava el nom dels seus quatre fills; Quesed, Elí, Mahmed i Amed.
Es creu que hi havia un territori àrab en l'antiguitat que rebia el nom de Dumà.